# Metodka
Metodka (789 m n. m.) je kopec ve Žďárských vrších, tyčící se 300 metrů severně nad Koníkovem a 1,2 km jihovýchodně od Odrance v okrese Žďár nad Sázavou. Svahy Metodky pokrývají louky oddělené kamenicemi a remízky, kolem vrcholu roste nevelký les. Na severní straně vrcholu je upravené odpočívadlo, odkud jsou za dobré viditelnosti vidět i Krkonoše, Orlické hory a Jeseníky.

## Partyzánský pomník
Jen několik desítek metrů severovýchodně od vrcholu stojí partyzánský památník z roku 1975, který připomíná přestřelku partyzánů z oddílu Dr. Miroslav Tyrš s nacisty 8. února 1945. Výsledkem byla smrt tehdy dvacetileté zdravotnice Rufiny Krasaviny, která se nakonec posledním nábojem sama zastřelila. Za spolupráci s partyzány byli následně zatčeni dva koníkovští obyvatelé. František Laštovička byl ještě téhož dne převezen do Brna a popraven. František Olejník byl převezen do koncentračního tábora Mauthausen, kde byl 10. dubna 1945 popraven.

## Turistika
Přes vrchol kolem partyzánského památníku vede naučná stezka Po stopách posledního vlka Vysočiny. Ten byl zastřelen necelé 2 km jihovýchodně od vrcholu Metodky, což připomíná kamenný pomník s textem "Zde byl dne 2. ledna roku 1830 zastřelen revírníkem V. Marzikem ze Stříteže VLK, který vážil 88 funtů (54 kg) a jest na hradě Pernštejně vycpán."
Metodku obchází po vrstevnici naučná stezka Metodka. Jejích 15 zastavení se věnuje lidové architektuře, přírodním krásám a dalekým výhledům, informuje o zdejší partyzánské činnosti za 2. světové války i o tajemném pádu meteoritů.

## Přístup
Vrchol je snadno přístupný po žlutě značené cestě mezi Koníkovem a Odrancem. Cesta z Koníkova měří 800 metrů s převýšením 50 m, v opačném směru z Odrance měří 1,2 km s převýšením 60 metrů.